# Valvola di laminazione

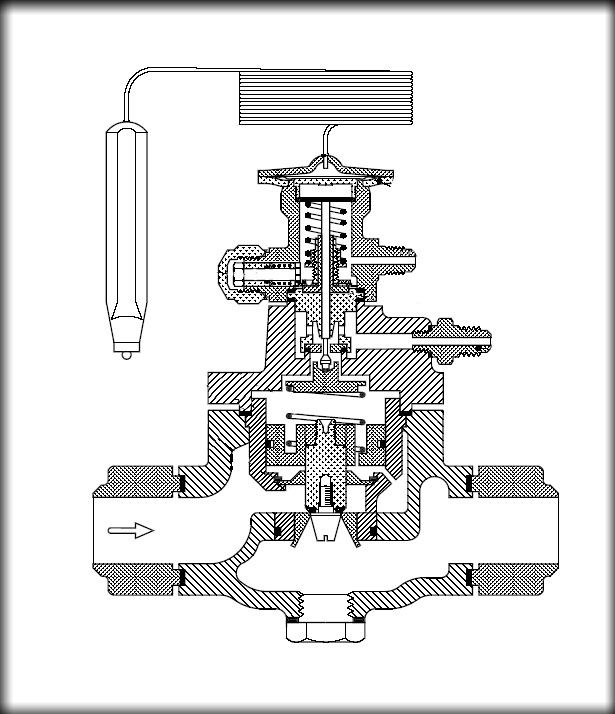
Struttura di una valvola di laminazione termostatica

La valvola di laminazione (in inglese throttling valve, metering device o expansion device) è un organo statico che rende possibile l'espansione irreversibile in cui l'entalpia iniziale è uguale a quella finale (nonostante ciò non si può considerare un processo isoentalpico poiché l'entalpia non è costante in ogni istante). Si tratta quindi di un organo di strozzamento che degrada l'energia di pressione in attrito.

## Nelle macchine frigorifere
Una valvola di laminazione è in grado di raffreddare il refrigerante in una macchina frigorifera, grazie alla radicale caduta di pressione che la stessa è in grado di determinare. In un impianto di refrigerazione o condizionamento è posta a monte dell'evaporatore. Il flusso di fluido entrante in tale valvola deve consistere esclusivamente in una colonna di refrigerante allo stato liquido e, in esso disciolto, l'olio lubrificante per il compressore. Se la valvola è alimentata da refrigerante allo stato di vapore ed il compressore è in funzione, la valvola emette un continuo e forte sibilo.
La sua conformazione può andare da un semplice tubo capillare, impiegato soprattutto nei frigoriferi domestici, che inietta nell'evaporatore una dose costante nel tempo di refrigerante liquido, ad una valvola dotata di otturatore mobile nella sezione di passaggio che, attraverso l'uso di una molla appositamente tarata e collegata a un'asta sulla quale agisce un sistema di forze, regola la portata di fluido refrigerante in funzione del carico termico corrente dell'evaporatore; tale portata è quindi precisa e repentinamente variabile nel tempo.
In caso di otturatore mobile la valvola può essere pressostatica oppure termostatica. Il grado di apertura dell'otturatore della valvola di laminazione pressostatica è determinato dalla pressione del refrigerante in uscita dall'evaporatore, che esercita, attraverso un diaframma, una forza di verso contrario alla tensione della molla. In particolare, l'otturatore mobile si apre al diminuire della pressione di uscita e viceversa, con l'obiettivo di mantenere la pressione in uscita ad un determinato valore.
La valvola di laminazione termostatica è invece comandata da un bulbo termostatico stabilmente collocato sul tubo di uscita dell'evaporatore, in orizzontale o verticale, in modo tale che il bulbo sia parallelo alla tubazione e con il suo tubo di comunicazione con la valvola, rivolto rispettivamente sopra se eccentrico rispetto al bulbo e all'insù. Esso contiene una carica termostatica che, a seconda della temperatura del refrigerante gassoso in uscita, esercita una certa pressione sul diaframma, che si trova nel disco metallico in cima alla valvola. Questo disco è collegato, mediante un piattello, ad un'asta metallica che termina in un otturatore, posto in una sezione di passaggio del refrigerante liquido e richiamata in posizione di chiusura da una molla, la cui tensione è tarata in base alla massima capacità di raffreddamento dell'impianto. Su tale asta agisce inoltre una seconda forza di verso contrario rispetto a quella esercitata dal diaframma ed è determinata dalla pressione del refrigerante rilevata in entrata oppure in uscita dall'evaporatore. Rispettivamente, il primo caso si applica a valvole a compensazione interna, adottate per evaporatori talmente piccoli da avere una trascurabile caduta di pressione tra l'ingresso e l'uscita. Il secondo caso, invece, è quello delle valvole a compensazione esterna, adottate in evaporatori più grandi, oppure quello dei climatizzatori automobilistici. In questo caso è presente una cosiddetta valvola a blocchetto, che integra insieme più componenti: il bulbo, spesso sostituito da una semplice asta metallica, il diaframma ed il meccanismo di regolazione della portata di fluido. Nelle valvole a blocchetto il diaframma è direttamente a contatto con il refrigerante in uscita dall'evaporatore; tale struttura consente una riduzione dell'ingombro dell'organo di laminazione e delle tubazioni del refrigerante. Il funzionamento di tale valvola è mirato alla stabilizzazione del grado di surriscaldamento, verso uno specifico valore, della fase vapore del refrigerante.
Se previsto dal progetto della valvola, è anche possibile regolare rispettivamente il valore di pressione di uscita o il livello di surriscaldamento del vapore, ruotando un'apposita vite che, agendo sulla tensione della molla, influisce sull'equilibrio del sistema di forze. Inoltre, al fine di migliorare la risposta della valvola termostatica a bassi carichi termici, la stessa può essere realizzata con accorgimenti, quali il bulbo a carica mista o altre aperture secondarie.
Il bulbo a carica mista contiene una specifica miscela di gas e/o liquidi realizzata in modo che, al di sotto di un preciso valore di temperatura del refrigerante, la stessa eserciti sul diaframma una pressione maggiore di quella esercitata dal refrigerante sull'altro lato del medesimo; in questo modo il valore operativo del surriscaldamento non sarà fisso, bensì dettato da una specifica curva di pressione dell'evaporatore rispetto al surriscaldamento, propria della carica mista selezionata. Nell'intorno del punto di incontro delle curve di pressione, temperatura di refrigerante e carica di controllo la valvola di espansione termostatica inizierà a comportarsi come una valvola pressostatica, compensando cadute repentine di pressione dell'evaporatore.
Le aperture secondarie, invece, sono ricavate nei pressi dell'otturatore mobile, che impediscono ad esso di chiudere completamente la valvola durante il regolare funzionamento del circuito, consentendo un determinato afflusso di refrigerante anche alle temperature più basse dell'intervallo operativo. Impediscono, quindi, il fenomeno dell'apertura e chiusura intermittente dell'otturatore e della conseguente oscillazione del surriscaldamento in presenza di carichi termici molto bassi rispetto al carico massimo previsto. Tale instabilità operativa si verifica in quanto, a carichi termici molto bassi, una valvola di laminazione termostatica a carica parallela (ossia quando bulbo è riempito con il medesimo refrigerante del circuito frigorifero, fornendo un valore di surriscaldamento costante nell'intero arco delle pressioni di sistema) può essere caratterizzata da una portata nominale eccessiva se rapportata al carico termico e inietta quindi troppo refrigerante liquido dentro l'evaporatore. Ciò provoca repentine ed eccessive cadute del surriscaldamento al di sotto del valore impostato, che a loro volta vengono compensate dalla valvola tramite altrettanto repentine chiusure complete dell'otturatore mobile. Tutto questo può determinare una scarsa efficienza del circuito frigorifero, problemi di ridotta lubrificazione del compressore e malfunzionamenti di eventuali sistemi di regolazione della resa frigorifera.
L'otturatore mobile può essere mosso anche da un solenoide oppure da un motore elettrico passo-passo, per sistemi che prevedono il controllo elettronico del processo di laminazione.

## Nelle turbine a gas e vapore

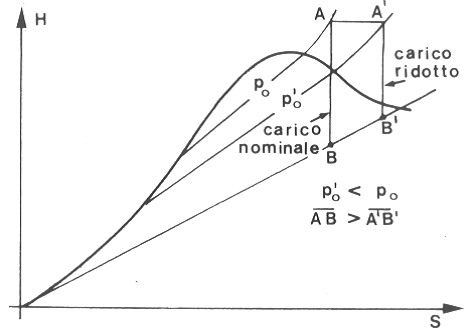
rappresentazione nel piano h-s(T-s) della trasformazione di laminazione effettuata dalla valvola

La laminazione del flusso di vapore viene effettuata mediante la valvola di laminazione. Essa realizza una trasformazione, dapprima isoentalpica diminuendo la pressione del vapore, che poi viene convogliato mediante un restringimento di sezione regolabile tale per cui la portata massica sia quella richiesta.
Questo passaggio forzato implica anche una variazione di temperatura del flusso di vapore, oltre alla variazione di portata.
Dal momento che la velocità periferica degli elementi rotanti (primo rotore soprattutto) in generale deve rimanere costante, in accordo alla velocità richiesta dall'alternatore (produzione elettrica), questa variazione di portata distorce i triangoli di velocità sul rotore, e quindi influenza (in maniera negativa) il rendimento.
D'altra parte questo metodo permette di avere un significativo vantaggio, cioè questo tipo di regolazione permette di lasciare praticamente invariata la temperatura a valle della prima corona di ugelli (presenti per poter regolare in altro modo la portata fluente), preservando il rotore da sollecitazioni termiche anche in caso di improvvise variazioni di carico.